# Stina Engelbrecht
Stina Britta Engelbrecht, född Jadelius 11 maj 1970 i Vaksala församling i Uppsala län, är en svensk sångerska, låtskrivare och författare.
Hon är uppvuxen vid Höga kusten och var medlem i den tidigare musikgruppen Sarek, som givit ut albumen Genom eld och vatten, Sarek och I natt ska marken skälva, där Engelbrecht helt eller delvis skrivit låtmaterialet. Hon är även medlem i Roslagens vokalensemble. Hon är gift med folkmusikern och musikproducenten Jens Engelbrecht sedan 2006.
Engelbrecht körar på andra artisters albumproduktioner, exempelvis After Dark, Peter Jezewski, Ingemar Olsson, Östen med resten m.fl. 
Hon har medverkat tre gånger i nationella uttagningar till Eurovision Song Contest. I Melodifestivalen 2003 som en av två låtskrivare och kulande körsångerska med låten "Genom eld och vatten", 2004 som medlem Sarek med bidraget "Älvorna" och 2008 i Belgiens uttagning som låtskivare till låten "Magical Sensation".
I december 2007 debuterade Engelbrecht som barnboksförfattare med Alvin eldpojken. Hon tonsatte även sagan (tillsammans med Emil Nilsson), som utkom som album vid samma tidpunkt. Alvin eldpojken är illustrerad av fantasykonstnären Peter Bergting.
Tillsammans med maken driver hon sedan 2022 produktionsbolaget Mindport AB.

## Låtar av Engelbrecht

### Melodifestivalen
- 2003 – Genom eld och vatten med Sarek (skriven tillsammans med Mårten Eriksson).
- 2012 – Stormande hav med Timoteij (skriven tillsammans med Kristian Lagerström, Johan Fjellström och Jens Engelbrecht).